# Sarven, Östergötland
Sarven är en sjö i Norrköpings kommun i Östergötland och ingår i Motala ströms huvudavrinningsområde.